# Кіндрат Бурлій
Кіндрат Дмитрович Бурлій (Бурля́й, Бурлю́й; пом. після 1655, Збараж) — гадяцький полковник (1648—49), один із найближчих сподвижників Богдана Хмельницького.

## Біографія
Довгий час був на Запорізькій Січі, брав участь в повстанні Павлюка і Остряниці. У 1624 році здобув Сіноп (Османська імперія).
У липні 1640 року очолював один із морських походів донських козаків.
Служив у реєстровому війську, але з початком Визвольної війни перейшов на бік Хмельницького. 1647 року доклав чимало зусиль, щоб схилити Михайла Станіслава Кричевського скасувати арешт Б.Хмельницького.
Був серед тих, котрі разом із Б.Хмельницьким вирушили на Запоріжжя.
На початку визвольної війни у лютому 1648 року Б. Хмельницький відправив його до Тугай-бея. Досяг з ним домовленості про спільну боротьбу проти Речі Посполитої.
1649 року зі своїм полком брав участь у облозі Збаража. Ймовірно, був тяжко поранений, бо була чутка про його загибель.
Кілька разів призначався наказним гетьманом. Його син Карпо Бурлій продовжував справу батька, виконував дипломатичні доручення гетьмана.

## Дипломатична діяльність
Неодноразово виконував дипломатичні доручення гетьмана.

Очолював посольство до Тугай-бея у лютому 1648 р., досяг з ним домовленості про спільну боротьбу проти Речі Посполитої
Брав участь в українських посольствах 1653 та 1655 роках до Москви.
1653 року разом з Силуяном Мужиловським очолював посольство для укладення між Україною та Московським царством військового союзу у війні проти Речі Посполитої (див. Російсько-польська війна 1654—1667). Запланована поїздка до Швеції не відбулась: попри відповідні повноваження від гетьмана, московська влада посольство до Швеції не пропустила.
1655 Б. Хмельницький доручив Бурлію бути його повноважним послом до Швеції та супроводжувати туди
мандрівного абата Данила. Проте Москва знову не пропустила українських дипломатів.

## Вшанування пам'яті
У Черкасах існує провулок Полковника Бурляя.
У Збаражі (Тернопільська область) є парк імені Бурляя. 23 серпня 2021 року на оборонній стіні Збаразького замку встановили пам'ятну дошку Кіндратові Бурляю.